# Toni Liias
Toni Liias (* 16. Oktober 1986) ist ein ehemaliger finnischer Bahn- und Straßenradrennfahrer.

## Sportliche Laufbahn
Toni Liias wurde auf der Bahn 2005 finnischer Meister in der Mannschaftsverfolgung und im Teamsprint. Im Jahr darauf verteidigte er beide Titel und gewann zudem bei der nationalen Meisterschaft den Keirin-Wettbewerb. Auf der Straße wurde Liias 2008 Dritter bei der Tour de Helsinki. 2009 wurde er Vierter beim Lahti Grand Prix und er gewann das Straßenrennen bei der finnischen Meisterschaft in Kuusamo.
Am 28. Juni 2009 wurde Toni Liias bei der finnischen Meisterschaft positiv auf den Gebrauch von Testosteron getestet. Der finnische Verband sperrte ihn daraufhin für zwei Jahre bis zum 30. Juli 2011. Der finnische Meistertitel wurde ihm aberkannt. 2014 startete Liias nochmals bei der finnischen Straßenmeisterschaft, konnte das Rennen aber nicht beenden.

## Erfolge
2005
- Finnischer Meister – Mannschaftsverfolgung (mit Juha-Matti Alaluusua, Timo Erjomaa und Jussi Tomperi)
- Finnischer Meister – Teamsprint (mit Juha-Matti Alaluusua)

2006
- Finnischer Meister – Keirin
- Finnischer Meister – Mannschaftsverfolgung (mit Juha-Matti Alaluusua, Timo Erjomaa und Jussi Tomperi)
- Finnischer Meister – Teamsprint (mit Juha-Matti Alaluusua)

2009
- Finnischer Meister – Straßenrennen (wegen Dopings aberkannt)